# Villedoux
Villedoux település Franciaországban, Charente-Maritime megyében. Lakosainak száma 2241 fő (2022. január 1.). Villedoux Andilly, Charron, Esnandes, Marsilly, Saint-Ouen-d’Aunis és Saint-Xandre községekkel határos.

## Népesség
A település népessége az elmúlt években az alábbi módon változott:
| Lakosok száma | 384  | 715  | 958  | 1092 | 2125 | 2242 | 2237 | 2278 | 2297 | 2241 |
|               | 1968 | 1982 | 1990 | 2006 | 2013 | 2015 | 2017 | 2019 | 2020 | 2022 |